# كيتي مانفر
كيتي إزابيل آنا مانتيكون فيرنالتي (بالإسبانية: María Isabel Ana Mantecón Vernalte) وتعرف فنيا باسم كيتي مارنفر ((بالإسبانية: Kiti Manver)، مزدادة في 11 مايو 1953) هي ممثلة إسبانية ظهرت في أكثر من 100 عمل سينمائي وتلفزي إسباني. عرفت بدورها في فيلم هابلا، موديتا الذي دخل للمنافسة في الدورة 23 من مهرجان برلين السينمائي الدولي.
في 2015 سافرت إلى لندن للمشاركة في مسرحية Las heridas del viento، وهي جزء من الدورة الثالثة من مهرجان المسرح الإسباني في لندن (بالإسبانية: Festelón). وفي 2017 شاركت في مسلسل بيت من ورق (بالإسبانية: La Casa De Papel) الذي لاق نجاحا جماهيريا كبيرا.

## الحياة الفنية
طوال مسيرتها الحافلة، عملت مع العديد مع المخرجين المخضرمين أمثال بيدرو ألمودوبار، جيراردو فيرا، أليكس دي لا إغليسيا، خوسيه لويس غارثي وآخرين.
في 1991 حصلت على جوائز جويا لأفضل ممثلة عن دورها في فيلم أي شئ مقابل الخبز للمخرج إنريكي يوربيزو.

## فيلموغرافيا
| السنة     | اسم الفيلم                                                         |
| --------- | ------------------------------------------------------------------ |
| 1973      | Habla, mudita                                                      |
| 1979      | تاريخ "إس" Historia de 'S'                                         |
| 1987      | قمر لوبوس Luna de lobos                                            |
| 1988      | انحطاط امرأة من الانفعال Women on the Verge of a Nervous Breakdown |
| 1991      | أي شيء من أجل الخبز Anything for Bread                             |
| 1995      | زهرة أسراري The Flower of My Secret                                |
| 2003      | خد عيناي Take My Eyes                                              |
| 2003      | نهاية مجهولة The End of a Mystery                                  |
| 2006      | الأخوات الستة Seis Hermanas                                        |
| 2007      | ضوء الأحد Sunday Light                                             |
| 2007      | ما الذي جاء بك La que se avecina                                   |
| 2007      | لولا Lola                                                          |
| 2009      | عناقات مكسورة Los abrazos rotos                                    |
| 2011-2013 | غراند أوتيل Gran Hotel                                             |
| 2014-2015 | شكرا فيلفيت Galerías Velvet                                        |
| 2017      | فتيات الكابل Las Chicas Del Cable                                  |
| 2017      | بيت المال La casa de papel                                         |
| 2017      | مجموعة مخمل Velvet Colección                                       |

## الجوائز والترشيحات

### جوائز جويا
| السنة | الفئة               | العمل                                  | النتيجة |
| ----- | ------------------- | -------------------------------------- | ------- |
| 1991  | أفضل ممثلة دور ثاني | أي شيء من أجل الخبز Anything for Bread | فوز     |

### جائزة دائرة كتاب السينما الإسبانية
| السنة | الفئة               | العمل                    | النتيجة |
| ----- | ------------------- | ------------------------ | ------- |
| 2009  | أفضل ممثلة دور ثاني | خانة الصداقة Pagafantas  | فوز     |
| 2007  | أفضل ممثلة دور ثاني | ضوء الأحد Luz de domingo | رُشِّح     |